# 圣彼得和圣保罗教堂 (开罗)

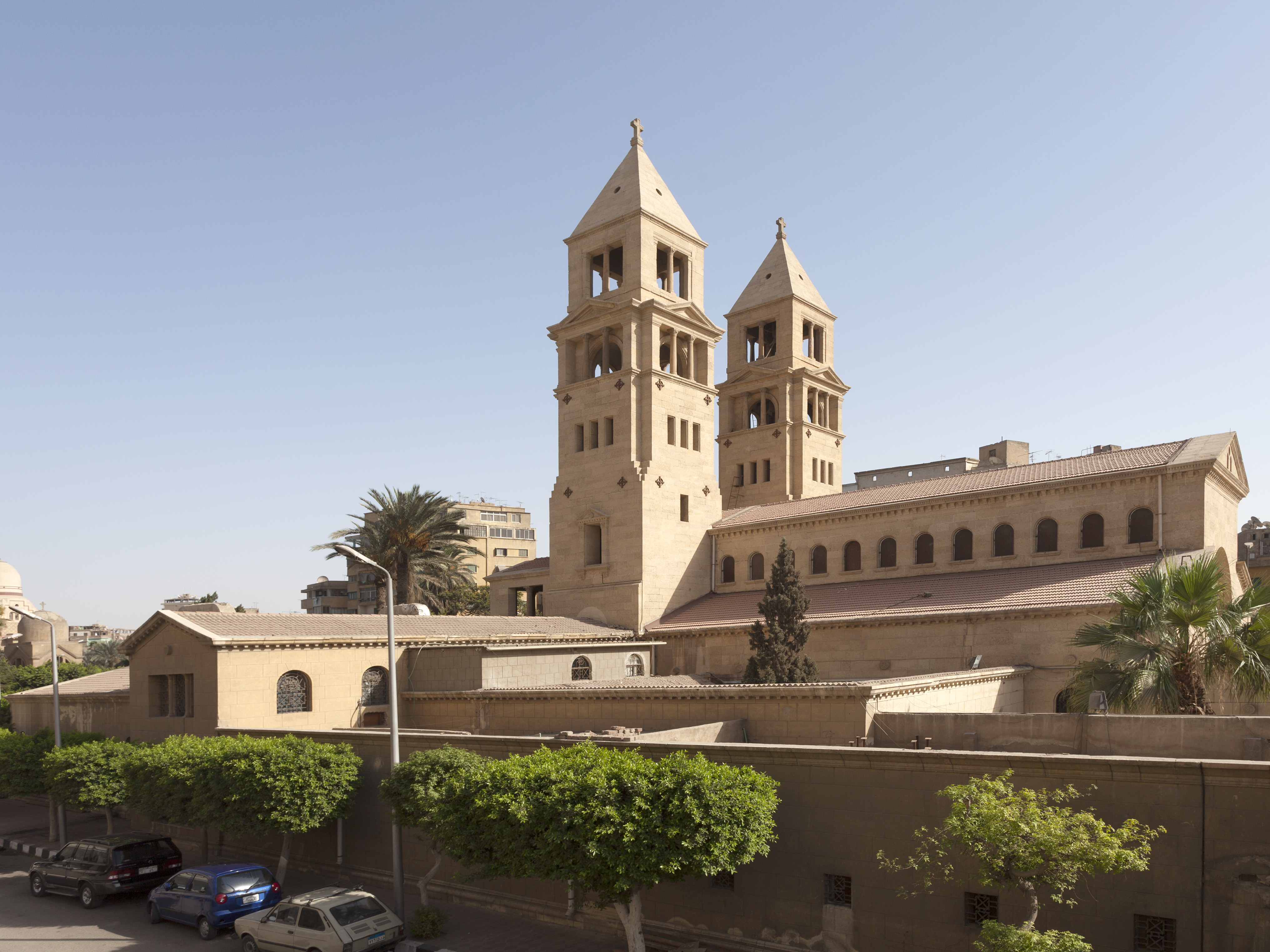
布特罗斯教堂

圣彼得和圣保罗教堂（St. Peter and St. Paul's Church），通常称为布特罗斯教堂（El-Botroseya），是一个亚历山大科普特正教会小教堂，位于开罗阿巴西亚区的科普特正教会圣马可主教座堂附近。

## 历史
该堂建于1911年，在遇刺的埃及总理布特罗斯·加利（1908-1910）的坟墓上。该建筑的建设过程由加利家族监督。他的孙子，第六任联合国秘书长和前埃及外交部长布特罗斯·布特罗斯·加利，也于2016年2月被埋葬在祭坛下的地窖里。该堂本名为圣彼得和圣保罗教堂，多年来一直被称为布特罗斯教堂，是第一个以一个政治家族命名的教堂。
2016年12月11日，在该教堂发生一起自杀爆炸案，死者多达25人，其中大部分为妇女和儿童。

## 设计
该堂被当地历史学家认为具有较高的宗教和艺术价值。它是巴西利卡风格，由帕夏指定的意大利-斯洛文尼亚籍首席建筑师Antonio Lasciac设计，长28米，宽17米。中殿和两侧走道用大理石柱分开，柱子上的意大利绘画描绘耶稣、使徒和一些圣徒。在中央通道的尽头是一块黑色大理石板，上面是布特罗斯·加利的最后遗言。墙壁上的威尼斯马赛克，一幅描绘耶稣在约旦河的洗礼，另一幅描绘耶稣、圣母玛利亚和圣马尔谷。